# Cercle Michel de Swaen
El Cercel Michiel de Swaen (flamenc occidental Michiel de Swaenkring, MDSK) és una associació de caràcter cultural creada el 1972 per Michel Galloy per a defensar la cultura flamenca al Flandes francès (Westhoek) i per a promoure el neerlandès, forma literària dels dialectes flamencs i holandesos. En cooperació amb altres associacions flamenques el MDSK luita pel dret a la pròpia història, la preservació dels indrets i ciutats, per promoure el dialecte flamenc i de llengua neerlandesa com a part de la cultura pròpia, reivindicant el nom del dramaturg Michiel de Swaen.
Té la seu a Hazebrouck i és membre de la Unió Federalista de les Comunitats Ètniques Europees. El seu president actual és Michel Lieven i el secretari general Karel Appelmans.
El 1989, en col·laboració amb Les Amis de Lannoy, va iniciar les primeres classes particulars de neerlandès. Alhora, va editar el trimestral Vlaanderen den Leeuw (Flandes el Lleó, trimestral). Després de molts anys d'activitat per a defensar l'ensenyament del flamenc a les escoles, com ja es fa amb altres llengües de França, el 2008 va entrar en crisi i fins i tot va tancar la seva web. El 2009 l'ha tornat a obrir.